# Голохрил охлюв
Голохрилите охлюви (Goniobranchus kuniei) са вид коремоноги от семейство Chromodorididae.
Таксонът е описан за пръв път от Алис Прюво-Фол през 1930 година.